# Zwaveltetrafluoride
Zwaveltetrafluoride is een anorganische verbinding tussen zwavel en fluor, met als brutoformule SF4. Het is bij standaardomstandigheden een kleurloos giftig gas.

## Geschiedenis
De synthese van zwaveltetrafluoride werd voor het eerst gerapporteerd in 1929 door Joseph Fischer en Werner Jaenckner. Ze lieten kobalt(III)fluoride reageren met zwavel:
{\displaystyle \mathrm {4\ CoF_{3}+S\longrightarrow 4\ CoF_{2}+SF_{4}} }
Deze reactie gaat reeds op bij kamertemperatuur en verloopt explosief bij verwarming. Om de reactie in de hand te houden moest het reactiemengsel gekoeld worden en verdund door toevoeging van vloeispaat. Wat ze verkregen was een mengsel van verschillende fluoriden, zoals Walter Luchsinger in zijn proefschrift "Uber Schwefel-Fluor-Verbindungen" uit 1936 aantoonde. Naast SF4 kan dat onder meer SF2 en S2F2 bevat hebben.

## Synthese
Zwaveltetrafluoride kan bereid worden met de rechtstreekse fluorering van zwavel met fluor op −70 °C:
{\displaystyle \mathrm {S+2\ F_{2}\longrightarrow SF_{4}} }
Een alternatief dat ook in het laboratorium kan gebruikt worden, is de reactie van  zwaveldichloride met natriumfluoride in acetonitril, eventueel met chloor:
{\displaystyle \mathrm {3\ SCl_{2}+4\ NaF\longrightarrow SF_{4}+4\ NaCl+S_{2}Cl_{2}} }
{\displaystyle \mathrm {SCl_{2}+4\ NaF+Cl_{2}\longrightarrow SF_{4}+4\ NaCl} }
Het kan ook bereid worden uit uraniumtetrafluoride (UF4) dat uit kernafval wordt gewonnen,  via de zogenaamde NIFUT (nonmetallic inorganic fluoride from uranium tetrafluoride)-technologie. Dit is een tweestapsproces:
- Eerst wordt een mengsel van uraniumtetrafluoride en een alkalische verbinding verhit bij 600 °C in contact met lucht. De alkalische verbinding is bij voorkeur een oxide zoals kalium- of cesiumoxide of een hydroxide zoals kaliumhydroxide of cesiumhydroxide. Met kaliumhydroxide is de reactie:

{\displaystyle \mathrm {3\ UF_{4}+12\ KOH+O_{2}\longrightarrow 12\ KF+U_{3}O_{8}+6\ H_{2}O} }
- Daarna wordt het reactieproduct uit de eerste stap verder gereageerd met zwavel en dichloor of dibroom. Het resultaat is gasvormig SF4 en vaste nevenproducten: metaalhalide (bijvoorbeeld kaliumchloride) en U3O8:

{\displaystyle \mathrm {U_{3}O_{8}+4\ KF+S+2Cl_{2}\longrightarrow SF_{4}+4\ KCl+U_{3}O_{8}} }

## Eigenschappen en reacties
Zwaveltetrafluoride is een kleurloos, niet brandbaar gas met een stekende geur. Het is 3,7 keer zwaarder dan lucht. In water ontleedt het met een heftige reactie, waarbij waterstoffluoride ontstaat. Het is goed oplosbaar in benzeen. Zwaveltetrafluoride is een zwak Lewiszuur.
De kritische temperatuur is 91 °C, het tripelpunt ligt bij een temperatuur van −121 °C en een druk van 1,7 mbar.
Het is een erg giftig gas dat een irriterende en bijtende werking heeft op ogen en ademhalingsorganen. Het kan een ernstige longbeschadiging veroorzaken. De irriterende werking wordt vooral toegeschreven aan de hydrolyseproducten, waaronder waterstoffluoride en zwaveldioxide, die ontstaan bij contact van het gas met vochtigheid.

## Toepassingen
Zwaveltetrafluoride wordt gebruikt als reagens voor de selectieve fluorering van organische verbindingen, waaronder organische zuren, ketonen, aldehyden en alcoholen. Het wordt ook gebruikt om metaaloxiden om te zetten in fluoriden, bijvoorbeeld telluurdioxide in telluurtetrafluoride:
{\displaystyle \mathrm {TeO_{2}\ +\ 2\ SF_{4}\longrightarrow \ TeF_{4}\ +\ 2\ SOF_{2}} }
Zwavelhexafluoride kan uit zwaveltetrafluoride bereid worden door het te oxideren met zuurstof, waarbij zwaveldioxide als bijproduct ontstaat, of door rechtstreekse fluorering van SF4 in aanwezigheid van kobalt(III)fluoride.
Zwaveltetrafluoride kan ook gebruikt worden om tetrafluoretheen te bereiden, door zwaveltetrafluoride te reageren met koolstof op hoge temperatuur (ten minste 900 °C, in een vlamboog). Zwavelhexafluoride is echter beter geschikt, omdat het niet giftig of corrosief is.